# Bad Laasphe
Bad Laasphe [ba:t ˡla:sfə] is een stad en gemeente in de Duitse deelstaat Noordrijn-Westfalen, gelegen in de Kreis Siegen-Wittgenstein. De gemeente telt 13.412 inwoners (31 december 2020) op een oppervlakte van 135,76 km².
De kunstenaar Otto Piene is hier geboren.

## Indeling
- Amtshausen
- Bad Laasphe (kernstad)
- Banfe
- Bermershausen
- Bernshausen
- Feudingen
- Fischelbach
- Großenbach
- Heiligenborn
- Herbertshausen
- Hesselbach
- Holzhausen
- Kunst Wittgenstein
- Laaspherhütte
- Niederlaasphe
- Oberndorf
- Puderbach
- Rückershausen
- Rüppershausen
- Saßmannshausen
- Sohl
- Steinbach
- Volkholz (inkl. Glashütte en Welschengeheu)
- Weide

## Afbeeldingen

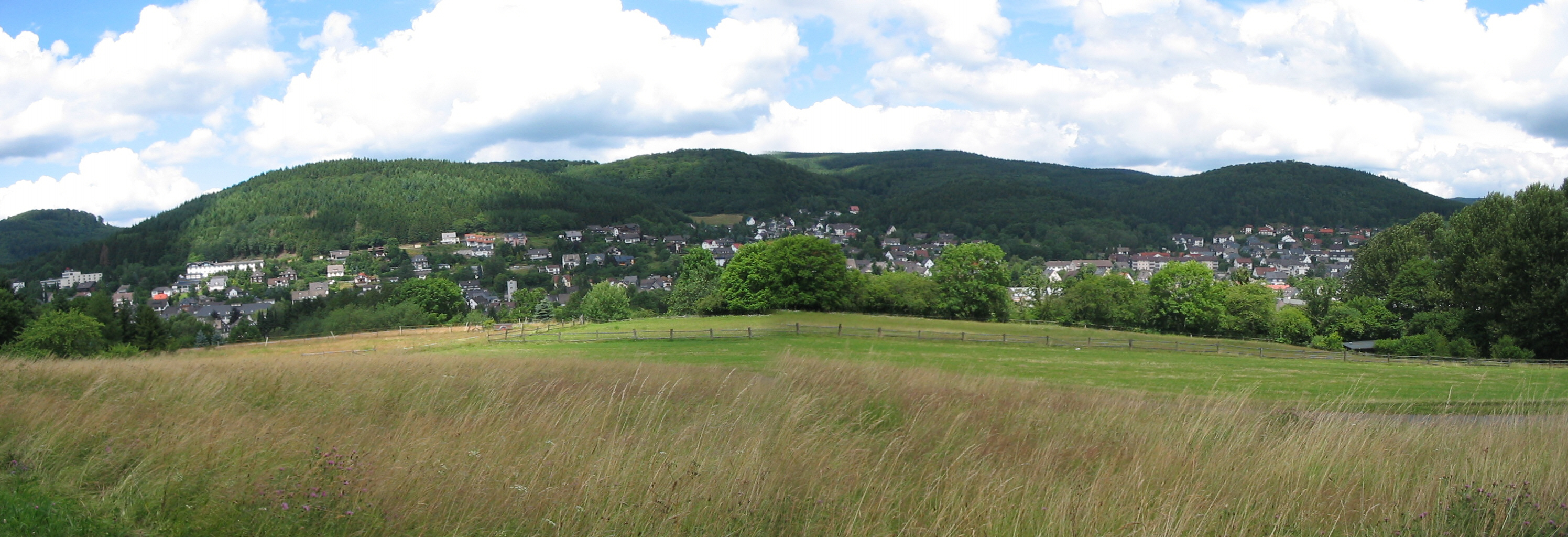
Gezicht op Bad Laasphe
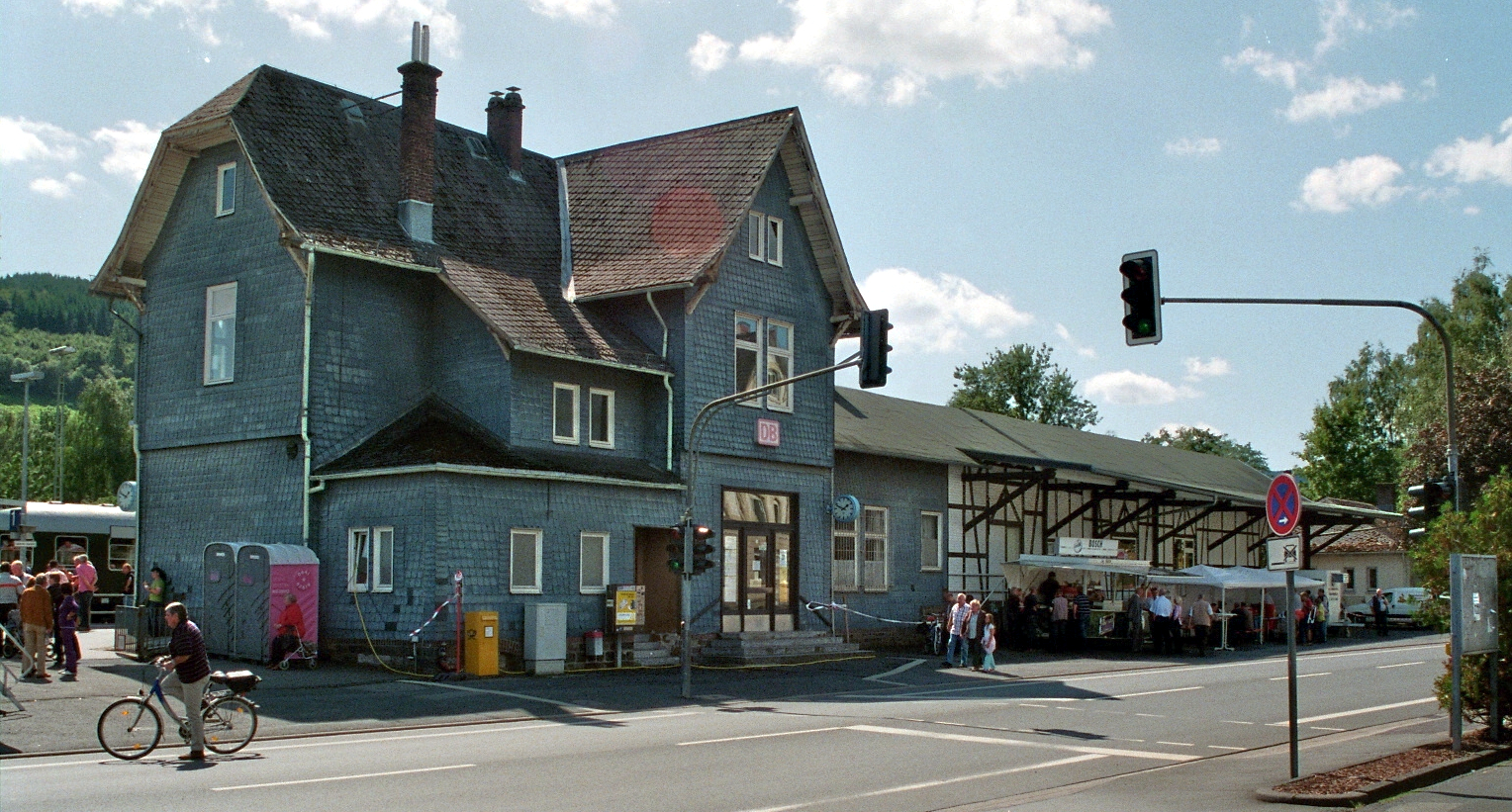
Station
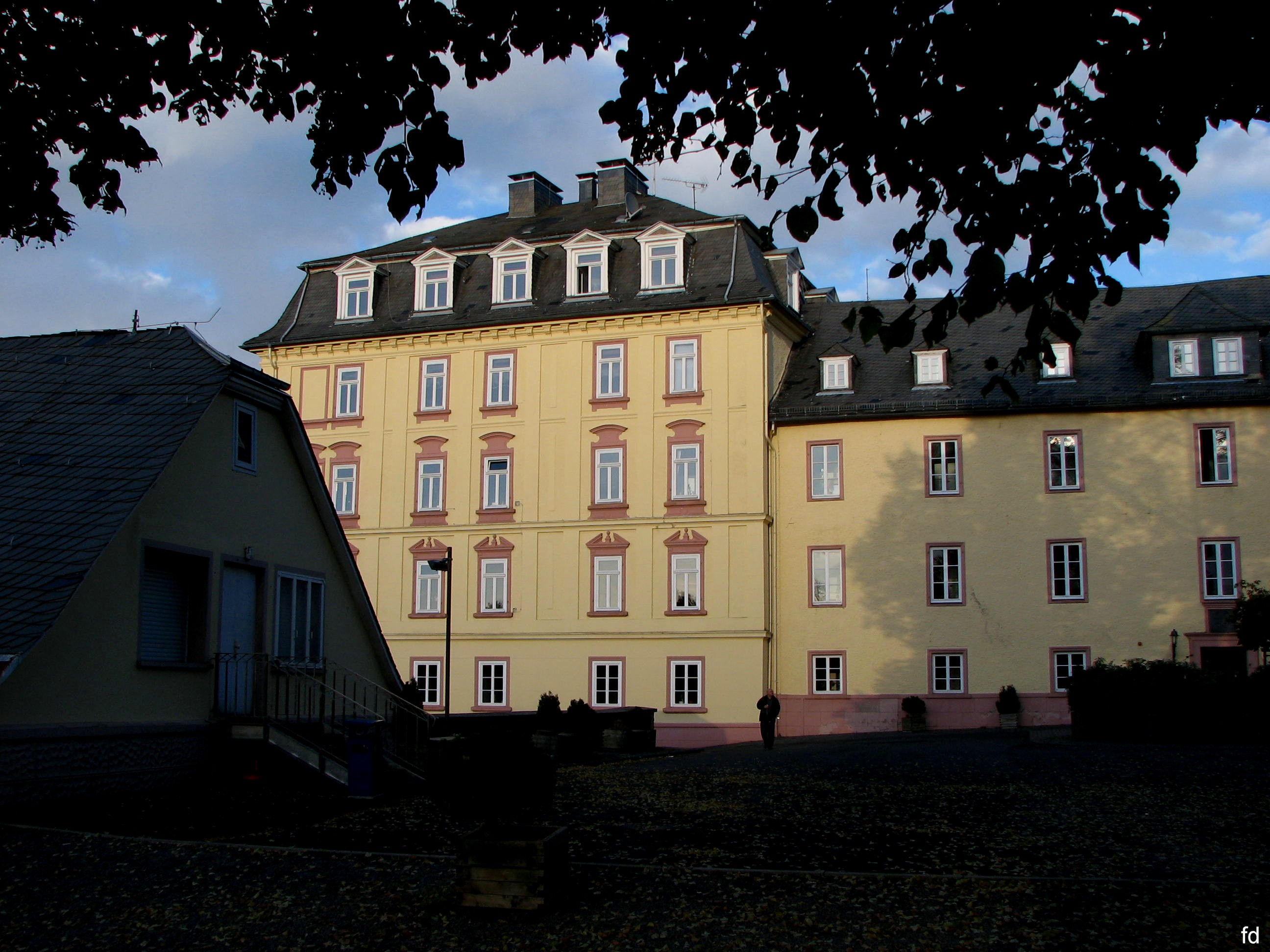
Schloss Wittgenstein

Bad Berleburg · Bad Laasphe · Burbach · Erndtebrück · Freudenberg · Hilchenbach · Kreuztal · Netphen · Neunkirchen · Siegen · Wilnsdorf